# 1438

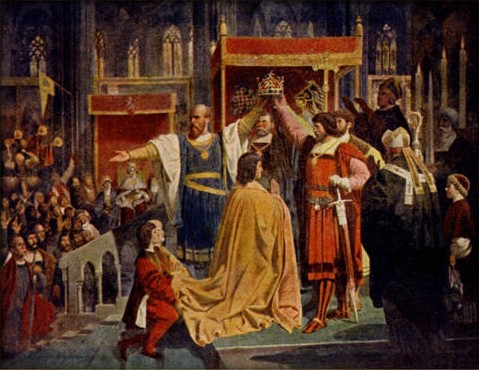
Albrecht II tot koning van Bohemen gekroond

Het jaar 1438 is het 38e jaar in de 15e eeuw volgens de christelijke jaartelling.

## Gebeurtenissen
- 1 januari - Albrecht II van Habsburg wordt in Székesfehérvár gekroond als koning van Hongarije.
- 24 januari - Het Concilie van Bazel, oneens met het bevel van paus Eugenius IV om het concilie naar Ferrara te verplaatsen, verklaart Eugenius uit het ambt gezet.
- 18 maart - Albrecht II van Habsburg wordt gekozen tot koning van Duitsland.
- 29 juni - Albrecht II van Habsburg wordt in Praag gekroond als koning van Bohemen.
- juni - Het Concilie van Bazel zet Eugenius IV andermaal uit het ambt en verklaart hem tot ketter.
- 7 juli - Pragmatieke Sanctie: Serie regelingen van Karel VII van Frankrijk en de Franse clerus op religieus gebied. Deze stelt onder meer dat een algemeen concilie boven de paus gaat.
- 25 augustus - Stadsbrand van Gouda: Bijna alle gebouwen in Gouda branden af.
- Viracocha Inca, de heerser van Cuzco, sticht het Incarijk.
- De Wolga-Bulgaren in het gebied van de uiteenvallende Gouden Horde stichten het kanaat Kazan.
- Begin van de Hollands-Wendische Oorlog tussen Holland en een aantal Noord-Duitse Hanzesteden.
- Het Koninkrijk Sukhothai houdt op te bestaan en wordt een provincie van Ayutthaya.
- De radicale Hussieten weigeren Albrecht II van Habsburg te erkennen als koning van Bohemen. Ze roepen de hulp in van Wladislaus III van Polen, die zijn broer Casimir als tegenkoning voorstelt. Wladislaus valt Bohemen binnen, maar zonder grote veldslag komt het door bemiddeling van Eugenius IV tot een wapenstilstand.
- Begin van het Concilie van Ferrara-Florence, de voortzetting volgens paus Eugenius IV van het Concilie van Bazel in Ferrara.
- De Brugse Opstand wordt neergeslagen.
- Diogo Gomes de Sintra ontdekte de Ilhas Selvagens.

## Opvolging
- Beieren-München - Ernst van Beieren opgevolgd door zijn zoon Albrecht III
- Duitsland (Heilige Roomse Rijk) - Albrecht II als opvolger van Sigismund
- Lan Xang - Kham Keut opgevolgd door zijn zuster Keo Phim Fa, waarna het 1e interregnum volgt
- Mamelukken (Egypte) - Ashraf Barsbay opgevolgd door Aziz Gamal Ben Barsabay op zijn beurt opgevolgd door Zaher Gaqmaq
- Portugal - Eduard opgevolgd door zijn zoon Alfons V

## Afbeeldingen

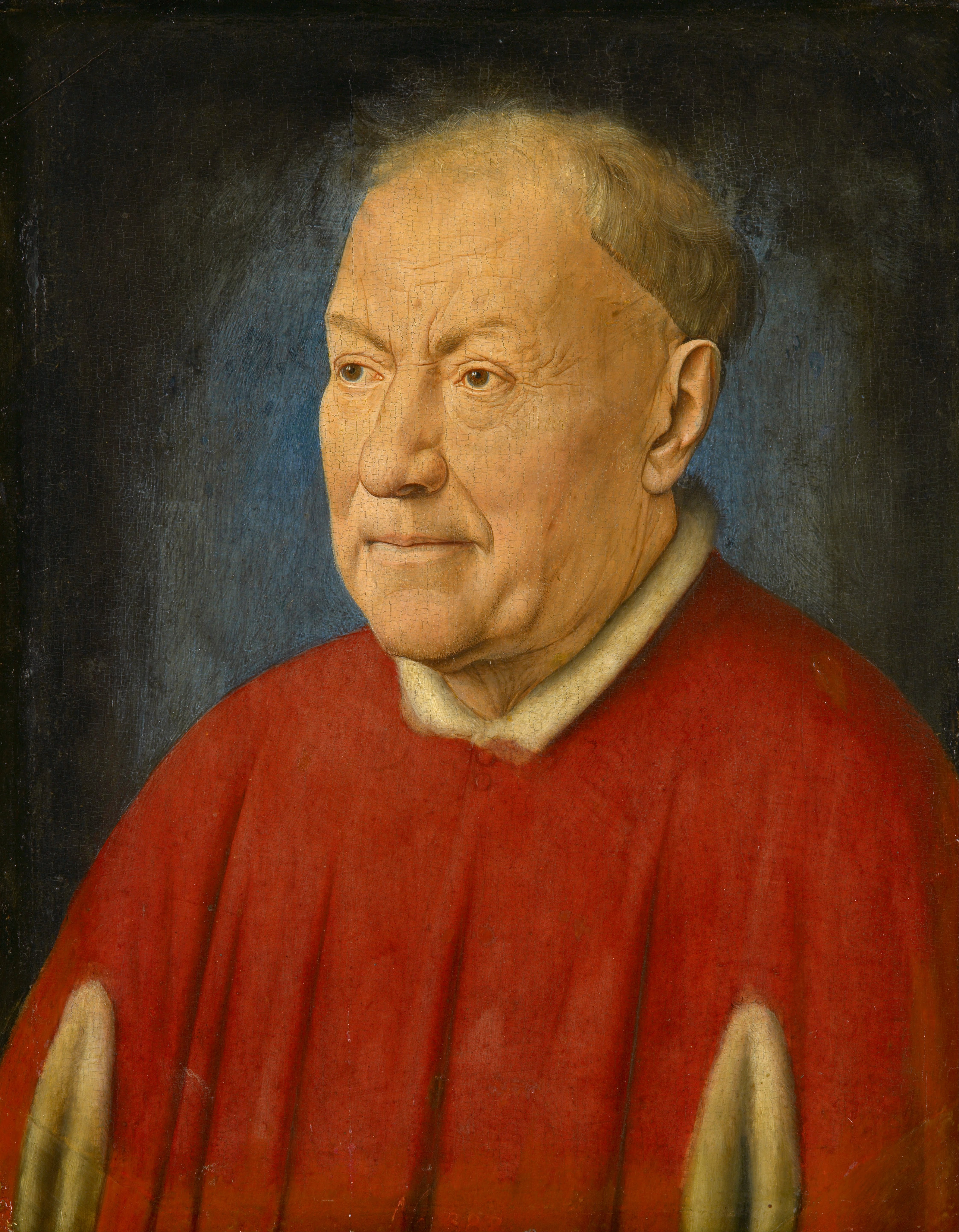
Jan van Eyck: Portret van kardinaal Albergati
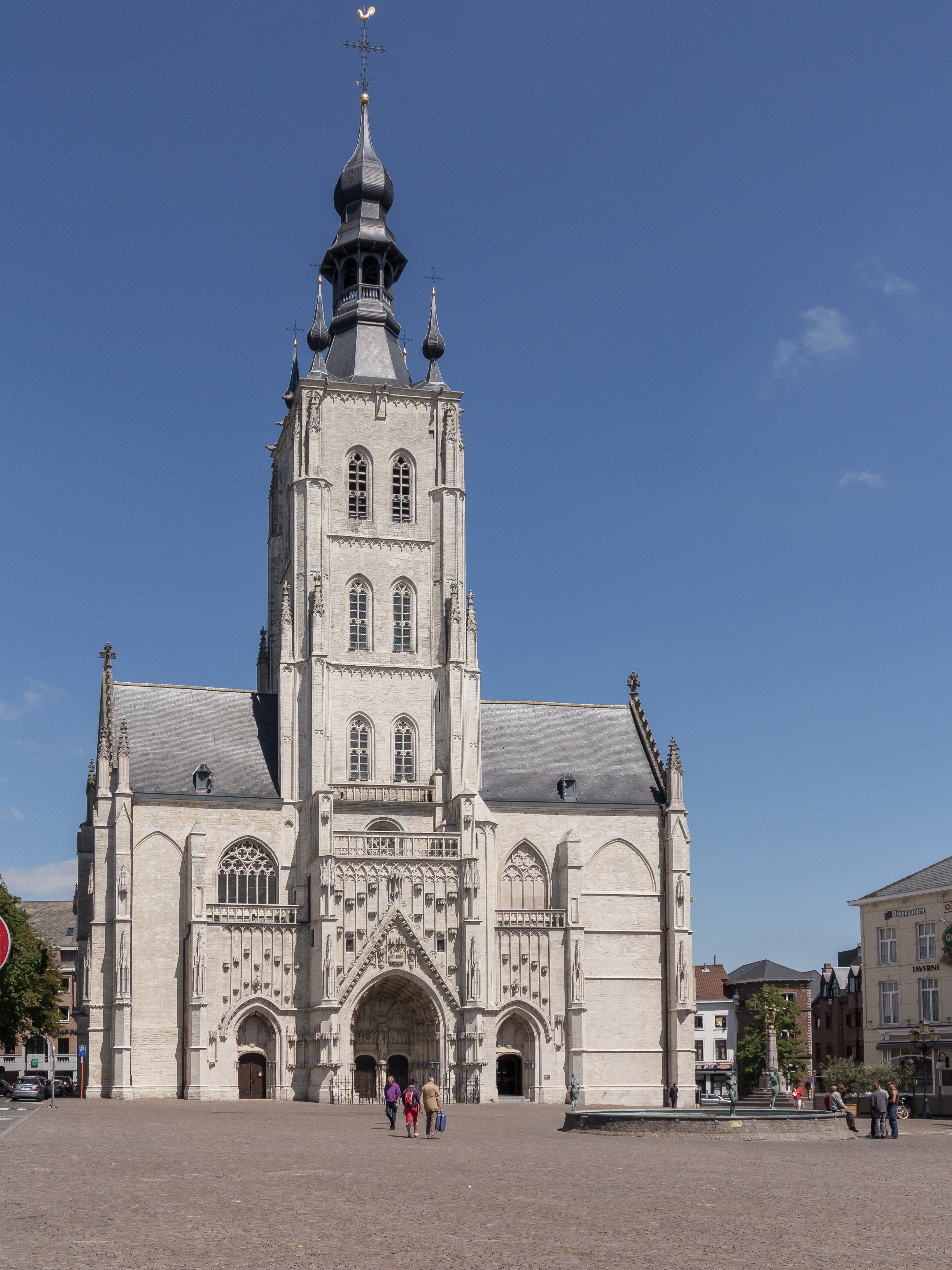
Onze-Lieve-Vrouw-ten-Poelkerk, Tienen (toren voltooid 1438)

## Geboren
- 5 februari - Filips II, hertog van Savoye (1496-1497)
- 5 februari - Margaretha van Bourbon, Frans edelvrouw
- 12 februari - Adolf van Egmond, hertog van Gelre (1465-1471, 1477)
- 3 april - Jan III van Egmont, Hollands staatsman
- 8 juni - Melozzo da Forlì, Italiaans schilder
- 7 september - Lodewijk II, landgraaf van Neder-Hessen
- 1 december - Peter II van Bourbon, Frans staatsman
- Lodewijk van Bourbon, bisschop van Luik
- Reynier van Broeckhuysen, Gelders krijgsheer (jaartal bij benadering)
- Albrecht VI, hertog van Mecklenburg (jaartal bij benadering)

## Overleden
- 4 mei - Mathilde van Savoye (~47), Duits edelvrouw
- 29 mei - Fadrique de Luna (~35), Aragonees edelman en troonpretendent
- 2 juni - Richard van Étampes (~41), Frans edelman
- 24 juni - Johan II van Loon-Heinsberg (~70), Limburgs edelman
- 2 juli - Ernst, hertog van Beieren-München
- 19 augustus - Maria van Valois (~44), Frans prinses en geestelijke
- 13 september - Eduard (46), koning van Portugal (1433-1438)
- 24 september - Jacob II van La Marche (~68), Frans edelman
- 20 oktober - Jacopo della Quercia (~64), Italiaans schilder
- Anne van Gloucester (~55), Engels edelvrouw
- Humbert van Villesexel (~52), Frans edelman
- Keo Phim Fa, koningin van Lan Xang (1438)
- Khädrub Je (~53), Tibetaans geestelijke, eerste pänchen lama
- Khai Bua Ban, koning van Lan Xang (1433-1436)
- Kham Keut, koning van Lan Xang (1436-1438)
- Thammaracha IV, laatste koning van Sukhothai